# Iridosornis analis
Tangará-de-garganta-amarela ou saíra-de-papo-amarelo (Iridosornis analis) é uma espécie de ave da família Thraupidae.
Pode ser encontrada nos seguintes países: Colômbia, Equador e Peru.
Os seus habitats naturais são: regiões subtropicais ou tropicais húmidas de alta altitude.